# Копријан
Копријан или Курвинград (Копријан, Курвинокале, Корвинград) је тврђава која се уздиже над Јужном Моравом, 11 km југозападно од Ниша, односно налази се у селу Клисура. Претпоставља се да је ово средњовековни Копријан, а подно града су пронађени остаци већег насеља из доба Антике, тако да сама цитадела има миленијумски континуитет постојања. Данас постоје остаци утврђења, који нису довољно проучени.

## Историја
До данашњих дана сам локалитет је недовољно испитан. Због транзитног и стратешког положаја, у доба Римског царства насеље је било одбрамбена кула војног пута (виа милитарис). Значајна је војна тачка и у доба Византије под именом Комплос. У средњем веку обновљено је насеље, које је преостало из ранијег периода, од када и носи назив Копријан. Копријан је био погранични град деспотовине, који је кроз своју историју више пута мењао свог власника, над њим су се смењивали српски и турски моћници. Када је у последњем турском налету разорена Српска средњовековна држава, Копријан је до темеља разорен, становништво побијено и расељено, а један део и одведен као бело робље у Малу Азију. Тврђава је више пута коришћена као грађевински материјал за градњу Нишке тврђаве. У 20 веку рушевине је разнело локално становништво и њиме зидало своје куће и домаћинства.
Цар Јустинијан I је средином 6. века у околини свог родног града, подигао је 32 нова и обновио 7 ранијих утврђења. Такође је градио многобројне кастеле, како би становништво имало где да се склони у случају варварских напада преко Дунава. Каже се да је обновљен кастел ad Herculum и Calis. Calis (Калис) је касније могао бити нетачно написан Komplos. Сасвим је могуће да је византијско насеље подигнуто на Курвиномграду било северна одбрана Јустинијане Примe.
Курвинград је, у време борби за турски престо 1413. године заузео и разорио Султан Муса Челебија. Град је после његовог пораза, враћен деспоту Стефану Лазаревићу. Путописац Ами Буе помиње у првој половини 19. века рушевине овог града.
Документ о Сегединском миру из 1444. године у коме се помињу Коперхамум и Прокопијам, нам указују да је Комплос морао бити на месту данашњег Курвиног града. Приметна је сличност у називима, а и цело то подручје је богато византијским налазима. Тако је у суседном селу Клисуре пронађена византијска базилика и неколико гробова. Приликом копања темеља зграда често се наилазе рушевине мањих и већих грађевина, које су по материјалу и начињу зидања датиране из 6-7. века.
Комплос је морао бити важан магистрални град који повезује долину Мораве са долином Вардара, саставни елемент мреже која је у прошлом времену постојала на овим просторима, важна војна тачка, која је штитила пут од пљачкаша и варварских упада. Каква је судбина задесила град у том времену не зна се, али је са оправданим разлогом могао бити сматран за неосвојив. Важна одбрамбена моћ града почивала је у неприступачном планинском терену под којим се простирао прегледан видик на долину и реку, а чије залеђе је чувала још виша планина Селичевица.
Током Првог светског рата локалитет Курвинград искористила је Немачка команда и ту образовала свој одбрамбени фронт према српској војсци, која је у октобру 1918. године незадрживо надирала на север. Немачки фронт није се могао одржати, упркос веома јаком положају, само зато што је српска војска избила на врх Селичевице и нашла се иза непријатељских леђа, који су тада у паници напустили цео Ниш без борбе.

### Период од 1372. до 1444.
Стари утврђени град Копријан је подигнут за време Кнеза Лазара, на темељима римског и византијског утврђења. Град који је био ограђен са дебелим зидинама и кулама је подигао Властелин Ненад, габарити града су 80х50m. 1933. године постојала је црква под градом, припадала је моравском типу, сазидана од нетесаног камена.
Године 1933. у Нишкој тврђави је пронађен изнад-вратни камени натпис, за град Копријан (који се данас налази у колекцији експоната нишког Народног Музеја). Поставило се питање одакле је натпис могао бити донесен. Камен се налазио поред осталог камења, као неискоришћен грађевински материјал. Верује се да је овде доспео приликом једне од последњих турских најезди, пред пад деспотовине, и да је српски средњовековни Копријан поделио судбину већине других српских средњовековних градова, који су били пљачкани, паљени и разарани и употребљавани за изградњу турских војних база. Димензије камена су биле 114 cm дужине и 123 cm у обиму. Истесан од белог овалног камена. Горња страна камена је равна и у ширини од 26 cm, a доња страна за наслон на зид, је износи 26 cm. На стубу је у четири реда (у ширини од 16 cm) на српскословенском, ћирилицом писало, са једнаким словима у величини од 3 cm, следеће: "Аз Ненад, син казнаца Богдана, сазидах си град Копријан годо...ва дни благовернаго господина ми кнеза лазара ва лето…"
Натпис је окрњен са крајева, па није баш најјасније да ли година овако како је сачувана представља 6880, тј. 1372. по нашем календару, која се поклапа са временом владавине кнеза Лазара. Ако је ово тачно, онда је 1372. године и Ненад, син Богдана сазидао град Копријан. Не зна се да ли је средњовековни Копријан данашњи Курвинград? Да је византијско утврђење на Градишту Calis, а затим нетачно написано као Komplos, у средњем веку новоизграђени Копријан, не може се поуздано рећи, јер на том месту нема пронађених трагова српске средњовековне прошлости. Непозната византијска тврђава на Градишту изгубила је значај 1372. год., када је завршен град Копријан.

### Период од 1445. до 1564.
Османско царство 1451. године заузима град, 70 година после пада Ниша. У османским дефтерима, у попису из 1498. године помиње се село Курвинград са својих 40 домаћинстава. Године 1516. Нишкој нахији припада 111 села, и 1000 становника мање. Разлог је куга која је захватила османску империју исте године када је попис завршен, док 1564. године нишкој нахији припадају 160 села, граду Нишу 49, насељена као у попису из 1498. године Село Курвинград има 20 домаћинстава.
Табеларни приказ најважнијих догађаја на локалитету Курвинград.
- Римско царство, Каструм на војном путу
- 6. век северни for Justinijana Prim_e.
- 1020. година - повеља Василија II, место Комплос.
- 1372. година - гранични град деспотовине, Копријан.
- 1413. година - освојио га одметник Муса, син Бајазитов; исте године враћен Стефану Лазаревићу.
- 1443. година град заузима Османско царство.
- 1444. година - Сегединским миром град је враћен Ђурђу Бранковићу.
- 1451. година - град пада трајно у Турске руке.
- 1918. година - место Немачке војне команде.[5]

## Порекло назива
Постоје више легенди о пореклу назива, по једној од њих је извесна неморална дама из градског насеља, приликом опсаде неосвојивог утврђења, излазила ноћу док су сви спавали и навела стражу да отвори капије града или је сама то чинила.
По другој легенди која се још више одржала у народу, у граду је живела имућна госпођа (можда царица), која је у току ноћи волела да обилази оближњи манастир Светог Јована на брду Комнига наводно ради молитве, што се касније испоставило као нетачна тврдња. Причало се о вези дотичне госпође и локалног свештеника, као и о томе како је жена простирала платно од града до цркве по коме би у току ноћи прелазила.
Према турском попису нахије Ниш из 1516. године, место је било једно од 111 села нахије и носило је назив Курвин Град, а имало је 20 кућа, 3 удовичка домаћинства, 6 самачка домаћинства.
Насеље је могло настати и у доба после Турске најезде од преживелог градског становништва. После Турског освајања долази до измене у структури становништва, које постаје сада претежно муслиманско. Назив Корвинград или Курвин прихваћен је од времена турске најезде, када је Копријан и пао. Османско царство је имало обичај да Српским средњовековним градовима дају погрдне називе, па се сматра да и отуда може потицати назив Курвинград. Односно Корвин, се може бити на турском двојако прочитати.
Такође потиче и веровање да Корвин потиче од назива Угарског краља Матије Корвина, што је оспорено јер нема довољно историјских доказа да је Угарска тада владала овим просторима.

## Изглед утврђења
Курвинград као субпадинско насеље припадало је оријенталном типу, јер су насеља у његовом суседству и данас задржала препознатљиви печат тог времена. Тврђава има основу неправилног квадрата, основа града је у облику четвороугла, димензија 80x50 метара, са бедемима ојачаним кулама, које је окруживао суви шанац. Град је био је заштићен масивним бедемом висине до 10 м, имао је пет кула. У град се улази кроз капију ојачану кулом, која је смештена близу североисточног темена. На највишем делу брда, уз источни бедем је смештен Мали град који се завршава Донжон кулом која се уздиже изнад главне градске капије. Град је био са свих страна заштићен рововима, односно са свих страна град је опасан јарком. Услед ерозије ров данас износи 2X2m, док је у прошлости био дубљи. Градски бедем, који је данас просечне висине од 4 до 5 m, у прошлости је био виши, али се не може утврдити за колико тачно, јер немамо сачуваних карактеристичних градских зубаца. Град је био изграђен од сиво-зеленог нетесаног камена и од црвене опеке, која је на том месту још раније постојала.
Црква Светог Јована на Комиги била је, заједно са оном на црквишту под градом, обредни храм града. Западну страну града су чувале три куле, од којих је очуване она на југозападу и централна кула. Данас североисточна кула не постоји, али се претпоставља да је то била главна кула, донза. Са севера су постојале 3 куле, од којих је североисточна кула срушена. Данас је источни зид порушен, који се састојао од две угаоне куле. А од три јужне куле, преостала је само централна кула, и југозападна кула. Унутрашњост просторија била је грађена од дрвених греда, које су се главиле у отворе на бедемима. На основу темеља који су истраживачи пронашли, а који је био димензија површине 12 m², са 1,5m дубине, док се висина просторије данас не може одредити. Сматра се да је ово вероватно била цистерна. Оволика цистерна би могла да обезбеди довољно воде за 1000 људи током опсаде града, али се поставља питање како се вода допремала у град? Ово отвара претпоставку да је град поседовао и склоп подводних канала који су водили до Јужне Мораве. У насељу испод града пронађени су, приликом археолошких ископавања 1933, год. и темељи цркве грађене у моравском стилу. Под у цркви био је од грубог мозаика, а у осталим деловима изведен је од наизменично сложених плочица белог мермера и зеленог камена, димензија 20x20m.

## Курвинград данас
Данас је град у руинираном стању. Вишегодишња пракса мештана околних села који су рушили остатке ове тврђаве, а њен камен у већим количинама користили за зидање својих кућа је оставила свој траг. И ако је надлежној општини оваква пракса добро позната, мало тога се предузело/предузима да би се даље рушење спречило. Одлуком Републичког завода за заштиту споменика културе бр. 541/47 од 17. новембра 1947. године овај историјски споменик има статус општенародног културног добра и стављен је под заштиту државе, заједно са његовом непосредном околином.
Данас је од старе утврде остао добро очувани северни и источни бедем са кулама. Западни бедем не постоји, док на јужној страни има мало остатака уз једину сачувану кулу на том делу. Бедем Малог града се једва назире, док је од Донжон куле остала само повећа гомила камења. Главна градска капија је порушена, док је кула која ју је ојачавала очувана у траговима. Унутар Малог града су пронађени остаци једне квадратне грађевине која је највероватније служила као цистерна, док су око града видљиви остаци сувог шанца.